# Damian Szymański
Damian Dawid Szymański (sinh ngày 16 tháng 6 năm 1995) là một cầu thủ bóng đá chuyên nghiệp người Ba Lan thi đấu ở vị trí tiền vệ cho câu lạc bộ Greek Super League AEK Athens và đội tuyển quốc gia Ba Lan.

## Thống kê sự nghiệp

### Câu lạc bộ
Tính đến 29 tháng 5 năm 2022
| Club                  | Season       | League                 | League | League | Cup  | Cup   | Continental | Continental | Other | Other | Total | Total |
| Club                  | Season       | Division               | Apps   | Goals  | Apps | Goals | Apps        | Goals       | Apps  | Goals | Apps  | Goals |
| --------------------- | ------------ | ---------------------- | ------ | ------ | ---- | ----- | ----------- | ----------- | ----- | ----- | ----- | ----- |
| GKS Bełchatów         | 2013–14      | I liga                 | 19     | 2      | 1    | 0     | —           | —           | —     | —     | 20    | 0     |
| GKS Bełchatów         | 2014–15      | Ekstraklasa            | 19     | 0      | 2    | 0     | —           | —           | —     | —     | 21    | 0     |
| GKS Bełchatów         | 2015–16      | I liga                 | 10     | 0      | 0    | 0     | —           | —           | —     | —     | 21    | 0     |
| GKS Bełchatów         | Total        | Total                  | 48     | 2      | 3    | 0     | —           | —           | —     | —     | 51    | 2     |
| Jagiellonia Białystok | 2016–17      | Ekstraklasa            | 15     | 1      | 1    | 0     | —           | —           | —     | —     | 16    | 1     |
| Jagiellonia Białystok | 2017–18      | Ekstraklasa            | 1      | 0      | —    | —     | 2           | 0           | —     | —     | 3     | 0     |
| Jagiellonia Białystok | Total        | Total                  | 16     | 1      | 1    | 0     | 2           | 0           | —     | —     | 19    | 1     |
| Wisła Płock           | 2017–18      | Ekstraklasa            | 29     | 4      | 0    | 0     | —           | —           | —     | —     | 29    | 4     |
| Wisła Płock           | 2018–19      | Ekstraklasa            | 20     | 2      | 3    | 2     | —           | —           | —     | —     | 23    | 4     |
| Wisła Płock           | Total        | Total                  | 49     | 6      | 3    | 2     | —           | —           | —     | —     | 52    | 8     |
| Akhmat Grozny         | 2018–19      | Russian Premier League | 9      | 0      | —    | —     | —           | —           | —     | —     | 9     | 0     |
| Akhmat Grozny         | 2019–20      | Russian Premier League | 4      | 0      | 0    | 0     | —           | —           | —     | —     | 4     | 0     |
| Akhmat Grozny         | Total        | Total                  | 13     | 0      | 0    | 0     | —           | —           | —     | —     | 13    | 0     |
| AEK Athens (loan)     | 2019–20      | Superleague Greece     | 16     | 1      | 5    | 0     | —           | —           | —     | —     | 21    | 1     |
| AEK Athens (loan)     | Total        | Total                  | 16     | 1      | 5    | 0     | —           | —           | —     | —     | 21    | 1     |
| AEK Athens            | 2020–21      | Superleague Greece     | 21     | 3      | 6    | 1     | —           | —           | —     | —     | 27    | 4     |
| AEK Athens            | 2021–22      | Superleague Greece     | 32     | 2      | 3    | 0     | 2           | 0           | —     | —     | 37    | 2     |
| AEK Athens            | Total        | Total                  | 53     | 5      | 9    | 1     | 2           | 0           | —     | —     | 64    | 6     |
| Career total          | Career total | Career total           | 195    | 15     | 21   | 3     | 4           | 0           | 0     | 0     | 220   | 18    |

1. ↑  Appearances in UEFA Europa League

### Đội tuyển quốc gia
Tính đến 21 tháng 11 năm 2023
| Đội tuyển quốc gia | Năm       | Trận | Bàn |
| ------------------ | --------- | ---- | --- |
| Ba Lan             |           |      |     |
| 2018               | 4         | 0    |     |
| 2021               | 3         | 1    |     |
| 2022               | 3         | 0    |     |
| 2023               | 7         | 1    |     |
| Tổng cộng          | Tổng cộng | 17   | 2   |

#### Bàn thắng quốc tế
Bàn thắng và kết quả của Ba Lan được để trước.
| #  | Ngày                | Địa điểm                              | Đối thủ      | Bàn thắng | Kết quả | Giải đấu                      |
| -- | ------------------- | ------------------------------------- | ------------ | --------- | ------- | ----------------------------- |
| 1. | 8 tháng 9 năm 2021  | Sân vận động quốc gia, Warsaw, Ba Lan | Anh          | 1–1       | 1–1     | Vòng loại FIFA World Cup 2022 |
| 2. | 24 tháng 3 năm 2023 | Fortuna Arena, Prague, Séc            | Cộng hòa Séc | 1–3       | 1–3     | Vòng loại UEFA Euro 2024      |